# Neotrobadorisme
El neotrobadorisme va formar part del moviment poètic d'avantguarda gallec cap a 1930 arran de la difusió a Galícia de la lírica galaicoportuguesa, per mitjà de l'edició comentada de J. Joaquin Nunes (1928).
El neotrobadorisme conreat per autors com Fermín Bouza Brey o Álvaro Cunqueiro va consistir a utilitzar com a model i inspiració la tradició trobadoresca medieval gallega, sobretot el seu paral·lelisme en la forma i en temes com la trobada entre els nuvis o la utilització simbòlica del paisatge i la naturalesa. Allò veritablement interessant d'aquest fenomen literari és que va convertir en innovació i avantguarda quelcom que tenia centenars d'anys d'antiguitat, però que havia restat oblidat pel trencament de la memòria literària gallega.